# Geissorhiza callista
Geissorhiza callista är en irisväxtart som beskrevs av Peter Goldblatt. Geissorhiza callista ingår i släktet Geissorhiza och familjen irisväxter. Inga underarter finns listade i Catalogue of Life.